# Noma Kaka
Noma Kaka (* 1920 in Dogondoutchi; † 22. Februar 1993 ebenda) war ein nigrischer Politiker.

## Leben
Noma Kaka gehörte der Hausa-Untergruppe Maouri an. Er besuchte die Grundschule und die Regionalschule in Birni-N’Konni. Von 1933 bis 1936 ging er auf die höhere Grundschule in Niamey, gefolgt von einem Besuch der École normale William Ponty in Sébikotane, an der 1939 einen Abschluss machte.
Im selben Jahr, zu Beginn des Zweiten Weltkriegs, schloss sich Kaka dem 8. Bataillon der Tirailleurs sénégalais der französischen Streitkräfte an. Er war in Abidjan stationiert. Ein halbes Jahr später, nach der Niederlage Frankreichs, wurde er unbegrenzt dienstfrei gestellt. Kaka arbeitete ab 1941 als Lehrer in Niamey, zunächst an der dortigen Regionalschule, dann an der höheren Grundschule. Von 1942 bis 1946 wirkte er als Vizedirektor der Regionalschule von Fada N’Gourma. Mit der Begründung des Gesundheitszustands eines Familienmitglieds bewirkte er 1946 seine Versetzung nach Niamey, wo er der École Neuve zugeteilt wurde.
Noma Kaka begann sich politisch in der Nigrischen Fortschrittspartei (PPN-RDA) zu engagieren, der 1946 gegründeten, ersten politischen Partei Nigers, das bis 1960 zu Französisch-Westafrika gehörte. Zudem war er von 1946 bis 1974 Generalsekretär des Syndikats der Lehrer Nigers. Er unterzeichnete 1948 eine Petition an Paul Coste-Floret, den Minister für Überseefrankreich, in der anlässlich von dessen Besuch in Niamey die Absetzung von Jean Toby als Gouverneur von Niger verlangt wurde. Infolgedessen wurde Kaka wie mehrere andere PPN-RDA-Funktionäre als Disziplinarmaßnahme in ein Gebiet außerhalb von Niger versetzt – in seinem Fall nach Französisch-Sudan. Dort war er von 1948 bis 1950 Lehrer an der Grundschule in San, anschließend Direktor der Grundschule in Nara und schließlich ab 1951 Schulverwalter an der École de la République in Bamako.
Anfang 1953 konnte er nach Niger zurückkehren. Er arbeitete anfangs als stellvertretender Direktor des Lehrerseminars Tahoua, bis er 1954 zum Direktor der Grundschule von Agadez ernannt wurde. Von 1955 bis 1958 war er als Schuldirektor in Niamey tätig, zunächst an der École Nord, dann an der École Neuve. Im PPN-RDA wurde Noma Kaka 1956 als Wirtschaftssekretär Mitglied der Parteileitung. Diese Funktion sollte er bis 1974 ausüben. Er führte einen Streik gegen die Sawaba-Regierung an, die von 1957 bis 1958 an der Macht war. Bei den Wahlen zur Territorialversammlung von 1958 wurde Kaka im Wahlkreis Birni-N’Konni ins Parlament Nigers gewählt. Dort wirkte er als Mitglied der Kommission für soziale Angelegenheiten und Arbeit und als Vorsitzender der Kommission für Rechtsangelegenheiten. Außerdem vertrat er von 1958 bis 1959 Niger im Großen Rat von Französisch-Westafrika und war von 1959 bis 1961 Senator für Niger bei der Communauté franco-africaine. Im Senat gehörte er der Parlamentariergruppe Allianz für die Einheit der Communauté und demokratische Linke an.
Nach der Unabhängigkeit Nigers von Frankreich 1960 blieb Noma Kaka Mitglied des nigrischen Parlaments, der nunmehrigen Nationalversammlung. Der PPN-RDA war die Einheitspartei unter dem Staatspräsidenten Hamani Diori und dem Parteivorsitzenden Boubou Hama. Kaka wurde 1964 Präsident des Gerichtshofs für Staatssicherheit, der Repressionen gegen politische Gegner legitimierte. Von 1965 bis 1970 war er Verteidigungsminister. Im Jahr 1970 wurde er zum Kona, dem traditionellen Ortschef seines Geburtsorts Dogondoutchi, gewählt. Kaka war von 1970 bis 1972 Minister für die Wirtschaft im ländlichen Raum, als die zur Hungersnot in der Sahelzone führende große Dürreperiode begann. Ab 1972 war er als Minister für Bergbau, Geologie und Wasserwirtschaft tätig. In dieser Zeit versuchte Niger eine höhere Beteiligung an den Einnahmen aus dem Uranbergbau zu verhandeln.
Bei einem Militärputsch am 15. April 1974 setzte Seyni Kountché die politische Elite des Landes ab und machte sich selbst als Vorsitzender des Obersten Militärrats zum neuen Staatschef. Noma Kaka wurde zunächst im Militärlager Tondibiah am Stadtrand von Niamey eingesperrt. Danach wurde er ins Militärlager von Agadez und in jenes von Zinder verlegt. 1980 wurde er unter Hausarrest gestellt, anfangs kurz in Niamey und schließlich in Dogondoutchi. Er wurde wie viele andere politische Gefangene erst 1987 nach dem Tod Seyni Kountchés freigelassen.
Noma Kaka starb 1993 in Dogondoutchi, wo er auch bestattet wurde.

## Ehrungen
Eine Grundschule in Maradi wurde 2009 nach Noma Kaka benannt.